# 羅特山 (阿爾高阿爾卑斯山脈)
47°23′27″N 10°22′51″E / 47.39083°N 10.38083°E

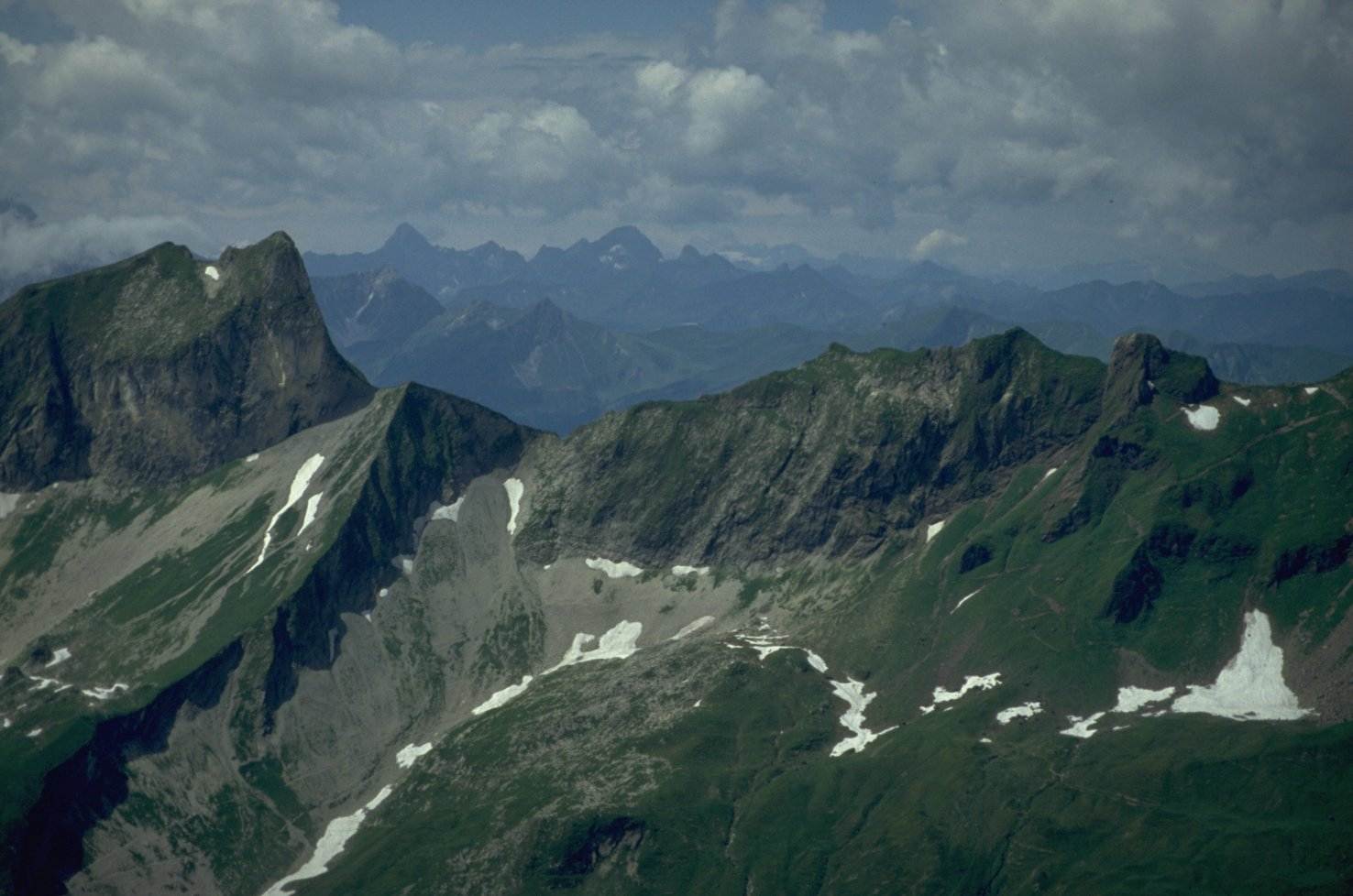

羅特山（德語：Rotkopf），是德國的山峰，位於該國東南部，由巴伐利亞負責管轄，屬於阿爾高阿爾卑斯山脈的一部分，距離施內克山0.5公里，海拔高度2,194米。